# South Moreton Castle
South Moreton Castle är ett slott i Storbritannien.   Det ligger i South Moreton i grevskapet Oxfordshire och riksdelen England, i den södra delen av landet, 70 km väster om huvudstaden London. South Moreton Castle ligger 53 meter över havet.
Terrängen runt South Moreton Castle är platt. Runt South Moreton Castle är det ganska tätbefolkat, med 192 invånare per kvadratkilometer. Närmaste större samhälle är Oxford, 18,7 km norr om South Moreton Castle. Trakten runt South Moreton Castle består till största delen av jordbruksmark.